# Xenofrea apicalis
Xenofrea apicalis es una especie de escarabajo longicornio del género Xenofrea, tribu Xenofreini, subfamilia Lamiinae. Fue descrita científicamente por Melzer en 1931.

## Descripción
Mide 6-9 milímetros de longitud.

## Distribución
Se distribuye por Brasil, Guayana Francesa y Paraguay.